# Taoru
Taoru là một thị xã của quận Gurgaon thuộc bang Haryana, Ấn Độ.

## Địa lý
Taoru có vị trí 28°13′B 76°57′Đ / 28,22°B 76,95°Đ Nó có độ cao trung bình là 262 mét (859 feet).

## Nhân khẩu
Theo điều tra dân số năm 2001 của Ấn Độ, Taoru có dân số 17.227 người. Phái nam chiếm 53% tổng số dân và phái nữ chiếm 47%. Taoru có tỷ lệ 67% biết đọc biết viết, cao hơn tỷ lệ trung bình toàn quốc là 59,5%: tỷ lệ cho phái nam là 74%, và tỷ lệ cho phái nữ là 58%. Tại Taoru, 17% dân số nhỏ hơn 6 tuổi.